# Ehrenbrief des Freistaats Thüringen
Der Ehrenbrief des Freistaats Thüringen wird seit 2005 für ehrenamtliche Tätigkeit in der kommunalen Selbstverwaltung oder für die Mitwirkung in Organisationen mit kulturellen oder sozialen Zielen im Freistaat Thüringen verliehen.

## Voraussetzungen
Den Ehrenbrief des Freistaates Thüringen können Personen erhalten, die sich "um die Gestaltung [der] Gesellschaft im Freistaat Thüringen verdient gemacht haben." Für den Ehrenbrief kommen ebenfalls Personen in Frage, die nach dem 3. Oktober 1990 mindestens zehn Jahre kommunalpolitisch tätig waren oder sich in gemeinnützigen Vereinen mit kulturellen oder sozialen Zielen ehrenamtlich engagiert hatten. Tätigkeiten in verschiedenen Bereichen und zu verschiedenen Zeiten können zusammengerechnet werden.
In Ausnahmefällen, besonders wenn die Tätigkeit erst in höherem Lebensalter begonnen wurde oder bei herausragender Leistung, kann der Ehrenbrief auch ohne diese Voraussetzung verliehen werden.

## Art der Auszeichnung
Mit dem Ehrenbrief des Freistaats Thüringen wird eine Ehrennadel überreicht. Die versilberte Ehrennadel hat die Form eines Kreuzes. Die runde Mittelscheibe trägt auf der Vorderseite das Thüringer Landeswappen mit dem Schriftzug Freistaat Thüringen.

## Vorschlagsrecht
Grundsätzlich kann jeder Bürger für einen anderen die Verleihung beantragen. Anträge auf Verleihung des Ehrenbriefs werden  an den Landrat oder in kreisfreien Städten an den Oberbürgermeister gerichtet. Diese prüfen den Vorschlag und legen diesen zur Unterzeichnung dem Ministerpräsidenten vor. Dieser kann den Ehrenbrief auch in eigener Zuständigkeit verleihen.